# 시간의 여행자
시간의 여행자(時の旅人)는 1990년에 발표된, 후카다 준코 작사, 하시모토 쇼지 작곡의 혼성 3부 합창곡이다.
이 곡은 〈꿈의 세계를〉, 〈먼 날의 노래〉와 함께 하시모토의 대표작 중 하나로 꼽히며, 중학교와 고등학교의 합창 콩쿠르 등에서 정평 있는 인기 곡으로 널리 불리고 있다.
곡은 바장조(F장조)로 시작하여, 도중에 라단조(D단조, 알토의 솔로 파트)로 전조되었다가 다시 라장조(D장조)로 바뀌며, 마지막에는 사장조(G장조)로 끝난다. 일반적인 합창곡과는 달리, 소프라노가 줄곧 주선율을 담당하는 구성은 아니며, 조성이 바뀔 때마다 주선율을 맡는 파트가 바뀌는 형식을 취하고 있다.